# John Kerry
John Forbes Kerry (født 11. december 1943 på Fitzsimons Military Hospital i Aurora, Colorado) er en amerikansk diplomat og politiker. Han var USA's udenrigsminister fra 2013-2017, senator i Massachusetts i USA fra 1985-2013 og demokraternes kandidat til det amerikanske præsidentvalg i 2004, som han tabte til den siddende præsident George W. Bush.
Ved præsidentvalget fik Kerry 48 % af de afgivne stemmer og 252 valgmandsstemmer. Dermed tabte han til den siddende præsident George W. Bush, som fik 51 % af stemmerne og 274 valgmandsstemmer. Valget var mere tæt end disse tal umiddelbart antyder, f.eks. skilte kun 130.000 stemmer parterne i svingstaten Ohio – og det blev udslagsgivende.
John Kerry startede i politik efter sin hjemkomst fra Vietnam-krigen, hvor han modtog adskillige medaljer for sin indsats – en Silver Star, en Bronze Star og tre Purple Hearts.
Derefter vendte han sig imod krigen i Vietnam og gik aktivt ind i politik, første gang på valg i Massachusetts' 5. kongresvalgdistrikt i 1972. Her blev han i 1982 valgt som vice-guvernør og i 1984 til Senatet, hvor han siden er blevet genvalgt tre gange.
Han er uddannet på Yale-universitetet, hvor han blev medlem af den hemmelige klub Skull and Bones, som to år efter optog George W. Bush som medlem.
John Kerry er gift med milliardæren Teresa Heinz Kerry.